# Graal (magazine)
Pour les articles homonymes, voir Graal (homonymie).
Graal était un magazine mensuel francophone, publié par Socomer Edition entre 1987 et 1990, consacré aux jeux de rôle et aux wargames.

## Historique
Graal avait pour origine le fanzine Le Farfadet avec lequel il partageait le même sous titre : le mensuel des jeux de l'imaginaire. L'équipe du Farfadet, composée exclusivement d'étudiants, avait édité six numéros en 1986 avant de se séparer. L'année suivante, les principaux membres s'associèrent avec une entreprise de coursiers parisienne dont le dirigeant rêvait de publier une revue. Le magazine Graal vit le jour en novembre 1987. Ce lancement s'inscrit dans le contexte d'un essor de la presse spécialisée en matière de jeux de rôle qui voit, au début des années 1980, l'apparition de titres tels que Runes, Dragon radieux, Chroniques d'outre monde ou Role Mag’, dont la plupart ne connaissent qu'une longévité limitée à l'exception de la revue Casus Belli lancée en 1980. Graal cessa sa parution en juin 1990, après 26 numéros et 4 hors-série.

## Les numéros
Deux présentations différentes furent élaborées.
Du no 1 au no 24, des pages était en noir et blanc, d'autres en deux couleurs et d'autres en quadrichromie.
Du no 25 au no 26, la présentation et l'équipe rédactionnelle changèrent, les pages ne furent plus qu'en quadrichromie ou en noir et blanc.
Quatre numéros hors série et un numéro spécial furent également publiés. Le no 1 H-S Tolkien, le no 2 H-S Lovecraft, le no 3 H-S Donjons et Dragons, le no 4 H-S Jack Vance, et le no 1 spécial Le vaisseau monde (compilation d'articles de Graal sur le vaisseau-monde, un cadre de campagne).

## Le contenu
Graal traitait essentiellement de l'actualité des jeux de simulation. Les jeux de rôles, les wargames et les jeux de plateau de l'époque étaient ainsi analysés et commentés. De nombreux scénarios de jeux et d'idées d'amélioration s'ajoutaient aux tests. Le magazine se consacrait exclusivement aux jeux sur table.

## Principaux collaborateurs
- Alain Richard, directeur de la publication
- Didier Jacobée, directeur adjoint
- Serge Olivier, rédacteur en chef
- Xavier Jacus, rédacteur en chef
- Francis Pacherie, rédacteur en chef des numéros hors série
- Alexis Lang, rédacteur en chef des numéros hors série
- Juan Rodriguez, directeur artistique et maquettiste
- Olivier Frot, illustrateur
- Olivier Massebeuf, illustrateur
- Séverine Pineau, illustratrice
- Frédéric Vinzent, rédacteur

## Notoriété
Graal fut le premier magazine français vendu en kiosques à utiliser la PAO et la micro informatique pour imprimer ses textes avant le flashage à l'imprimerie. L'équipe de rédaction ne disposait pourtant pas d'imprimante. Les colonnes de texte étaient imprimées chez un fournisseur, puis découpées à la main et enfin collées à côté des illustrations.
Philippe Druillet réalisa la couverture du no 1.
Grzegorz Rosiński réalisa la couverture du hors-série no 1.
Graal contribua à la popularité des jeux de rôles, très en vogue dans les années 1980, au même titre que Casus Belli ou Dragon radieux. Quelques numéros dépassèrent le seuil des 10 000 exemplaires vendus. Son déclin correspondit à celui du jeu de rôle sur table, concurrencé par les jeux vidéo.